# Campionati del mondo di atletica leggera 2011 - Staffetta 4×400 metri femminile
La gara della staffetta 4×400 metri femminile ai campionati del mondo di atletica leggera 2011 si è tenuta il 2 (batterie) ed il 3 (finale) settembre 2011: per qualificarsi alla gara, il tempo era di 3'32"00.
I risultati della nazionali russe ed ucraine sono stati cancellati in quanto le atlete Antonina Yefremova ed Anastasiya Kapachinskaya sono risultate positive a test antidopig.

## Risultati
| Legenda | q | Fastest non-qualifiers | Q | Qualified | NR | National record | PB | Personal best | SB | Seasonal best |

### Batterie
Vanno in finale le prime 2 nazioni di ogni batteria più i 2 migliori tempi.
| Pos | Batt. | Nazione       | Atlete                                                                     | Tempo   | Note                                     |
| --- | ----- | ------------- | -------------------------------------------------------------------------- | ------- | ---------------------------------------- |
| 1   | 3     | Giamaica      | Rosemarie Whyte, Shereefa Lloyd, Patricia Hall, Davita Prendergast         | 3:22.01 | Q,                                       |
| 2   | 3     | Gran Bretagna | Christine Ohuruogu, Nicola Sanders, Lee McConnell, Perri Shakes-Drayton    | 3:23.05 | Q,                                       |
| 3   | 1     | Stati Uniti   | Natasha Hastings, Jessica Beard, Francena McCorory, Keshia Baker           | 3:23.57 | Q                                        |
| 4   | 1     | Bielorussia   | Hanna Tashpulatava, Yulyana Yushchanka, Ilona Usovich, Sviatlana Usovich   | 3:24.28 | q,                                       |
| 5   | 2     | Nigeria       | Omolara Omotosho, Muizat Ajoke Odumosu, Margaret Etim, Bukola Abogunloko   | 3:25.59 | Q,                                       |
| 6   | 2     | Rep. Ceca     | Denisa Rosolová, Zuzana Bergrová, Jitka Bartoničková, Zuzana Hejnová       | 3:26.01 | q,                                       |
| 7   | 3     | Italia        | Chiara Bazzoni, Maria Enrica Spacca, Libania Grenot, Marta Milani          | 3:26.48 | Miglior prestazione personale stagionale |
| 8   | 2     | Cuba          | Aymée Martínez, Diosmely Peña, Susana Clement, Daisurami Bonne             | 3:26.74 | Miglior prestazione personale stagionale |
| 9   | 1     | Germania      | Janin Lindenberg, Esther Cremer, Lena Schmidt, Claudia Hoffmann            | 3:27.31 | Miglior prestazione personale stagionale |
| 10  | 3     | Irlanda       | Marian Andrews-Heffernan, Joanne Cuddihy, Claire Bergin, Michelle Carey    | 3:27.48 | Record nazionale                         |
| 11  | 2     | Canada        | Adrienne Power, Esther Akinsulie, Jenna Martin, Lemlem Bereket             | 3:27.92 | Miglior prestazione personale stagionale |
| 12  | 1     | Francia       | Phara Anacharsis, Muriel Hurtis-Houairi, Marie Gayot, Floria Guei          | 3:28.02 | Miglior prestazione personale stagionale |
| 13  | 1     | Australia     | Caitlin Sargent, Caitlin Willis-Pincott, Lauren Boden, Anneliese Rubie     | 3:32.27 | Miglior prestazione personale stagionale |
| 14  | 3     | Cina          | Chen Yanmei, Tang Xiaoyin, Zheng Zhihui, Chen Jingwen                      | 3:32.39 | Miglior prestazione personale stagionale |
| 15  | 2     | Brasile       | Geisa Coutinho, Bárbara de Oliveira, Joelma Sousa, Jailma de Lima          | 3:32.43 |                                          |
| 16  | 3     | Corea del Sud | Woo Yu-jin, Lee Ha-nee, Park Seongmyun, Oh Se-ra                           | 3:43.22 | Miglior prestazione personale stagionale |
|     | 1     | Kazakistan    | Alexandra Kuzina, Viktoriya Yalovtseva, Marina Maslenko, Tatyana Roslanova | dnf     |                                          |
|     | 2     | Russia        | Kseniya Vdovina, Ksenia Zadorina, Lyudmila Litvinova, Antonina Krivoshapka | dq      |                                          |
|     | 1     | Ucraina       | Nataliya Pyhyda, Olha Zavhorodnya, Hanna Yaroshchuk, Antonina Yefremova    | dq      | [ 4 ]                                    |
|     | 3     | Turchia       | Nagihan Karadere, Birsen Engin, Meliz Redif, Pınar Saka                    | dq      |                                          |

### Finale
| Pos     | Corsia | Nazione       | Nome                                                                                | Tempo   | Note             |
| ------- | ------ | ------------- | ----------------------------------------------------------------------------------- | ------- | ---------------- |
| Oro     | 6      | Stati Uniti   | Sanya Richards-Ross, Allyson Felix, Jessica Beard, Francena McCorory                | 3:18.09 | WL               |
| Argento | 4      | Giamaica      | Rosemarie Whyte, Davita Prendergast, Novlene Williams-Mills, Shericka Williams      | 3:18.71 | Record nazionale |
| Bronzo  | 3      | Gran Bretagna | Perri Shakes-Drayton, Nicola Sanders, Christine Ohuruogu, Lee McConnell             | 3:23.63 |                  |
| 4       | 1      | Bielorussia   | Hanna Tashpulatava, Yulyana Yushchanka, Ilona Usovich, Sviatlana Usovich            | 3:25.64 |                  |
| 5       | 2      | Rep. Ceca     | Denisa Rosolová, Zuzana Bergrová, Jitka Bartoničková, Zuzana Hejnová                | 3:26.57 |                  |
| 6       | 8      | Nigeria       | Omolara Omotosho, Muizat Ajoke Odumosu, Margaret Etim, Bukola Abogunloko            | 3:29.82 |                  |
|         | 5      | Russia        | Antonina Krivoshapka, Natalya Antyukh, Lyudmila Litvinova, Anastasiya Kapachinskaya | dq      | [ 4 ]            |
|         | 7      | Ucraina       | Nataliya Pyhyda, Anastasiya Rabchenyuk, Hanna Yaroshchuk, Antonina Yefremova        | dq      | [ 5 ]            |